# حشره‌خوار درختی نرم‌دم شمالی
حشره‌خوار درختی نرم‌دم شمالی(نام علمی: Dendrogale murina) نام یک گونه از سرده نرم‌دم‌ها است.